# Montauriol (Pirenei Orientali)
Montauriol (in catalano Montoriol) è un comune francese di 222 abitanti situato nel dipartimento dei Pirenei Orientali nella regione dell'Occitania.

## Società

### Evoluzione demografica
Abitanti censiti